# Meyreuil
Pour la commune homophone des Hautes-Alpes, voir Méreuil.

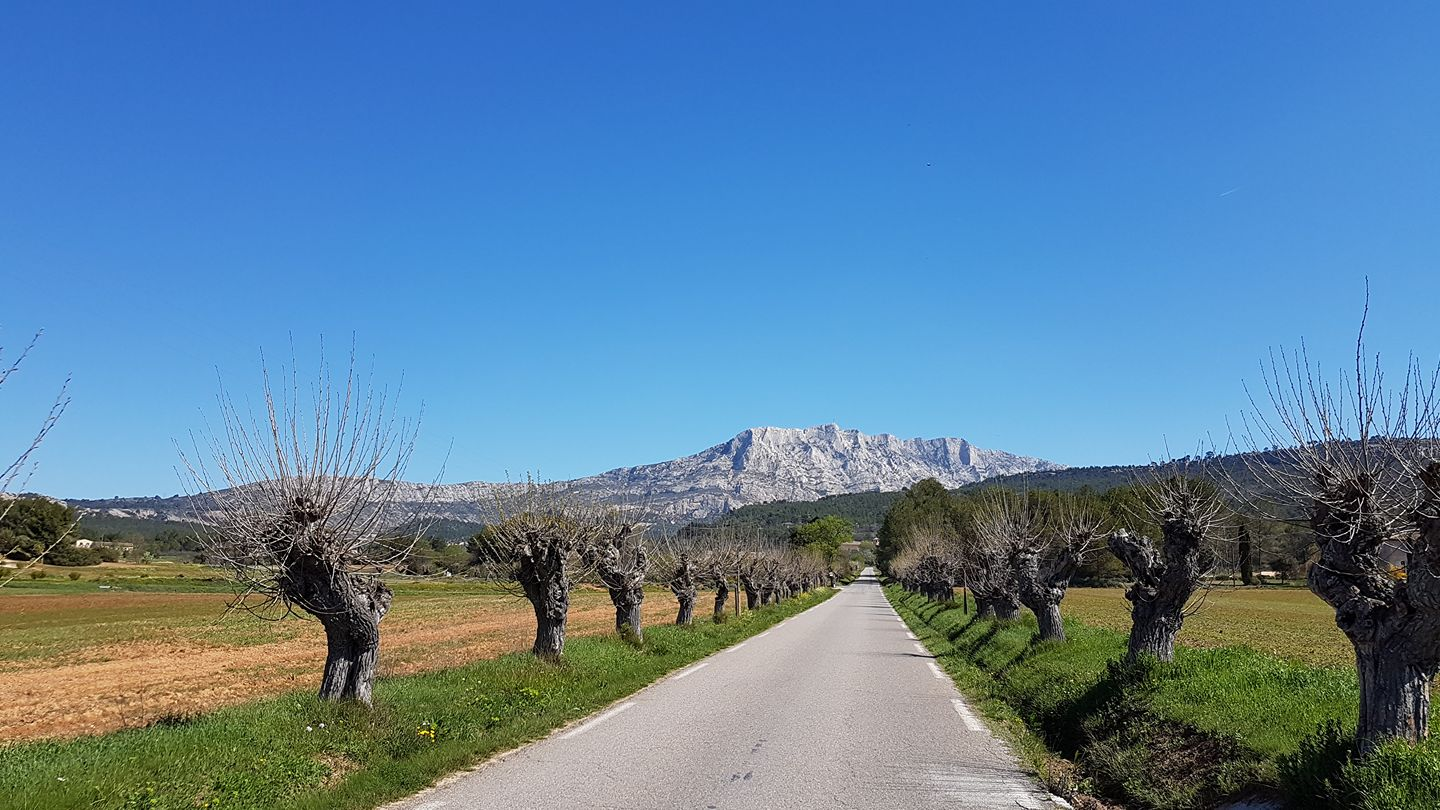
Vue de la Sainte-Victoire depuis Meyreuil.

Meyreuil est une commune française située dans le département des Bouches-du-Rhône, en région sud Provence-Alpes-Côte d'Azur.
Ses habitants sont appelés les Meyreuillais(es).

## Géographie

### Situation géographique
Située à 11 km d'Aix-en-Provence, la commune de Meyreuil est abritée au nord-est par la montagne Sainte-Victoire, et le quartier du Canet est séparé du chef-lieu par la rivière de l'Arc.
Meyreuil est composée de trois principaux quartiers :
- Meyreuil village, le chef-lieu, où se trouvent notamment la mairie, l'église et le cimetière. À flanc de colline, le vieux village est très calme, mais peu animé ;
- Le Plan de Meyreuil est le centre économique de la commune ; la plupart des commerces, la poste ou encore la médiathèque y prennent place. On y trouve également le gymnase, le stade ou la salle polyvalente. Une intense vie associative participe à la vie du village ;
- Le Canet, situé sur l'axe de la route nationale 7 (la route du soleil entre Paris et Nice) a toujours été un centre d’échanges. Là où l'on trouvait jadis deux relais de diligence, se trouvent aujourd'hui de nombreux hôtels, un parc d’activités technologiques et des restaurants.

## Urbanisme

### Typologie
Au 1er janvier 2024, Meyreuil est catégorisée ceinture urbaine, selon la nouvelle grille communale de densité à 7 niveaux définie par l'Insee en 2022.
Elle appartient à l'unité urbaine de Marseille-Aix-en-Provence, une agglomération inter-départementale dont elle est une commune de la banlieue,. Par ailleurs la commune fait partie de l'aire d'attraction de Marseille - Aix-en-Provence, dont elle est une commune de la couronne,. Cette aire, qui regroupe 115 communes, est catégorisée dans les aires de 700 000 habitants ou plus (hors Paris),.

### Occupation des sols
L'occupation des sols de la commune, telle qu'elle ressort de la base de données européenne d’occupation biophysique des sols Corine Land Cover (CLC), est marquée par l'importance des forêts et milieux semi-naturels (50,8 % en 2018), en diminution par rapport à 1990 (52,7 %). La répartition détaillée en 2018 est la suivante : 
forêts (38,8 %), zones agricoles hétérogènes (25,5 %), zones urbanisées (17,2 %), milieux à végétation arbustive et/ou herbacée (12 %), zones industrielles ou commerciales et réseaux de communication (6,3 %), cultures permanentes (0,2 %). L'évolution de l’occupation des sols de la commune et de ses infrastructures peut être observée sur les différentes représentations cartographiques du territoire : la carte de Cassini (XVIIIe siècle), la carte d'état-major (1820-1866) et les cartes ou photos aériennes de l'IGN pour la période actuelle (1950 à aujourd'hui).

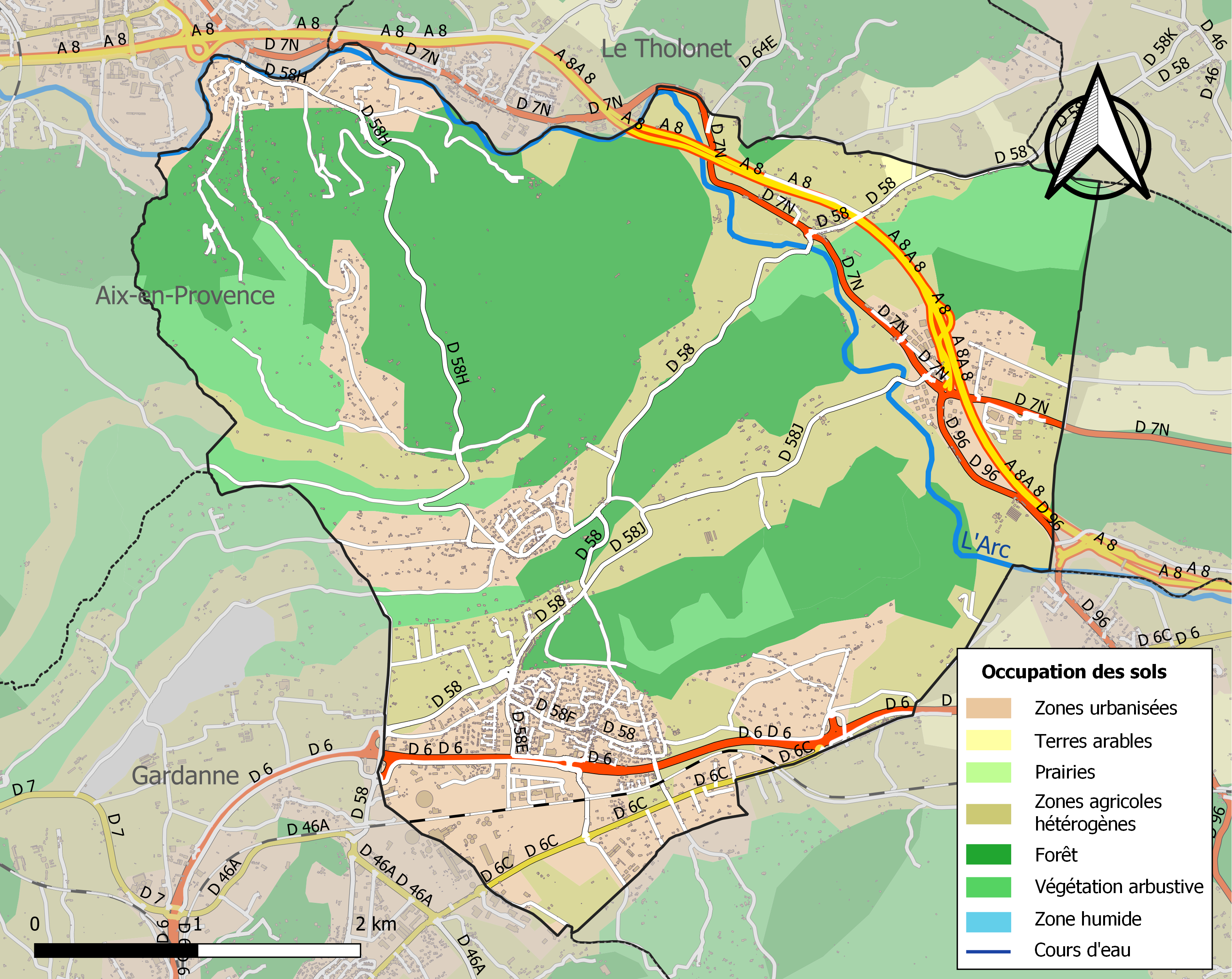
Carte des infrastructures et de l'occupation des sols de la commune en 2018 (CLC).

La ville a aussi créé un écoquartier en 2021, qui a fait venir plus de 2 000 habitants en plus et elle a créé une nouvelle école dans ce quartier pour satisfaire la demande.

### Logements
La part de logements sociaux à Meyreuil s'est réduite de 14 % en 2017 à 10,6 % en 2019.

## Toponymie
Le village est attesté sous les formes Miroil en 1038, Mairoil en 1154, Merolio en 1259, Mareuil aux XIIIe, XIVe, XVe siècles, Marolium et Merolium en 1529, Merueil en 1634, Meirueilh en 1663, Meyrueil en 1766.
Le second élément -euil représente l'appellatif gaulois ialon « clairière », bien que son aboutissement régulier dans les régions de langue d'oc soit plutôt du type -uejol, -uejoul. Par contre la nature du premier élément Meyr- pose davantage de problèmes.
La forme la plus ancienne semble indiquer que le radical primitif était Mir-. On le retrouve aussi dans Mureils (Drôme, Mirul 1100, Meyrueyl 1283) qui est une formation toponymique vraisemblablement homonyme. Il s'agit peut-être d'un gaulois *mero « ronce », non attesté, et le sens global serait alors « clairière aux ronces ».
En revanche, les formes postérieures en Mair- (d'où la graphie moderne Meyr-) indique la présence d'une diphtongue de coalescence qui pourrait s'expliquer par l'utilisation du nom de personne latin Matrius, d'où le sens de « clairière (propriété) de Matrius ».
Meyreuil se dit en occitan provençal Mairuelh selon la norme classique ou Meiruei selon la norme mistralienne ce qui nous indique la prononciation [meyruey].

## Histoire

### La Belle du Canet

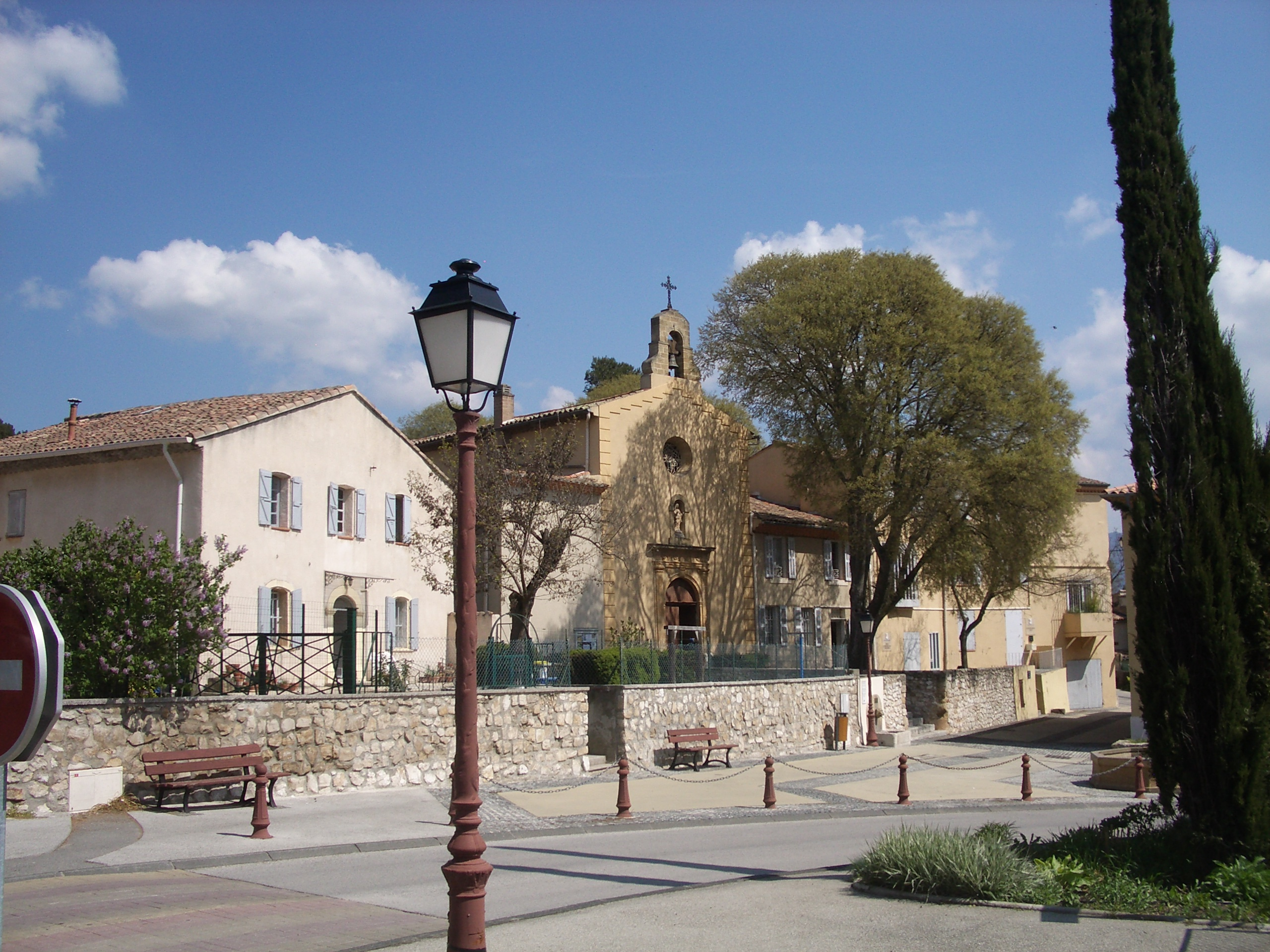
L'église de Meyreuil.

Dans l'histoire du Canet, on se souviendra de la Belle du Canet, veuve de Henri de Rascas, seigneur du Canet et premier Consul d'Aix. Lucrèce de Forbin-Solliès était la maîtresse du duc Louis de Vendôme, lui-même également veuf de Laure Mancini, nièce du cardinal Mazarin. Louis XIV, sous prétexte qu'ils étaient veufs tous deux (et sans doute pour d’autres motifs plus politiques), s’opposa à leur mariage et le fit nommer cardinal. Ceci n’empêcha pas une relation entre les deux amoureux, puisque le duc de Vendôme qui vivait à Aix-en-Provence dans sa demeure du pavillon de Vendôme, y faisait, dit-on, pénétrer sa bien-aimée qui avait pris soin de se déguiser. Les paysans du faubourg où était bâti le pavillon avaient coutume d’appeler ces personnes déguisées les machouettos.
C'est là que le duc mourut le mardi 6 août 1669, à peine âgé de cinquante-sept ans, ce qui fit dire alors aux paysans : las machouettos an tua lou duc. Nul ne sait ce qu'il advint alors de la Belle du Canet.

### Histoire contemporaine

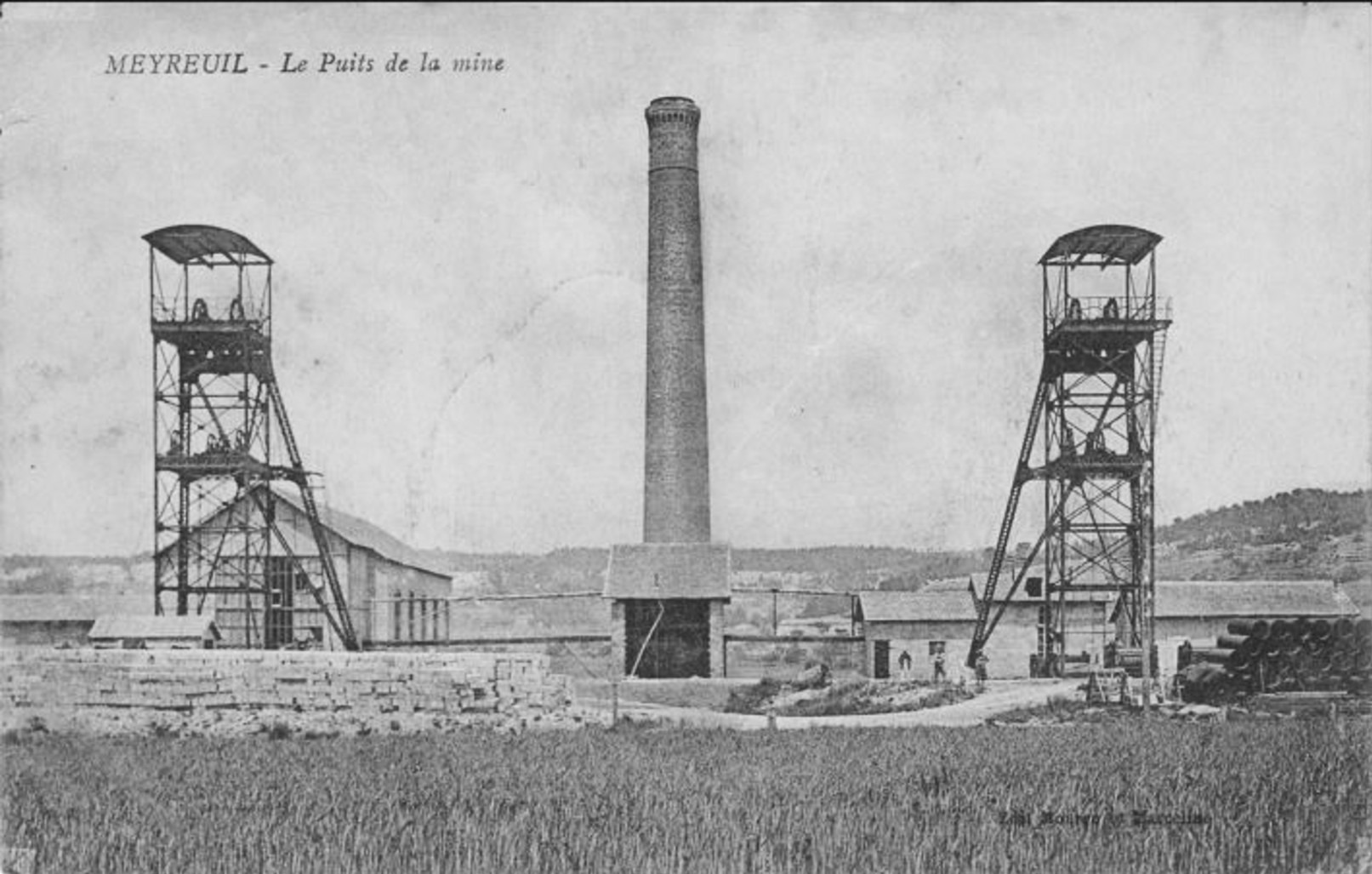
Le puits de charbon de Meyreuil.

Aux XIXe et XXe siècles, la commune, qui fait partie du bassin minier de Provence, est exploitée pour son charbon.

## Politique et administration

### Tendances politiques et résultats
Les électeurs de Meyreuil votent majoritairement à droite.
Le Maire actuel, Jean-Pascal Gournès, n'est membre d'aucun parti politique. Il est également Conseiller Métropolitain délégué à l'industrie, membre du bureau de la Métropole d'Aix-Marseille-Provence et Conseiller Territorial du Pays d'Aix.

### Liste des maires
| Période                                  | Période              | Identité            | Étiquette | Qualité                                                                              |
| ---------------------------------------- | -------------------- | ------------------- | --------- | ------------------------------------------------------------------------------------ |
| mars 1971                                | mai 2005 (décès)     | Laurent Chazal      | DVD       | Ancien préfet                                                                        |
| juillet 2005                             | octobre 2017 (décès) | Robert Lagier       | DVD       | Cadre retraité des Charbonnages de France Vice-président du territoire du Pays d'Aix |
| novembre 2017                            | En cours             | Jean-Pascal Gournes | DVD       | Ingénieur Vice-président du territoire du Pays d'Aix                                 |
| Les données manquantes sont à compléter. |                      |                     |           |                                                                                      |

## Population et société

### Démographie
L'évolution du nombre d'habitants est connue à travers les recensements de la population effectués dans la commune depuis 1793. Pour les communes de moins de 10 000 habitants, une enquête de recensement portant sur toute la population est réalisée tous les cinq ans, les populations de référence des années intermédiaires étant quant à elles estimées par interpolation ou extrapolation. Pour la commune, le premier recensement exhaustif entrant dans le cadre du nouveau dispositif a été réalisé en 2008.

En 2022, la commune comptait 6 341 habitants, en évolution de +14,4 % par rapport à 2016 (Bouches-du-Rhône : +2,48 %, France hors Mayotte : +2,11 %).
| 1793 | 1800 | 1806 | 1821 | 1831 | 1836 | 1841 | 1846 | 1851 |
| ---- | ---- | ---- | ---- | ---- | ---- | ---- | ---- | ---- |
| 793  | 606  | 770  | 780  | 914  | 733  | 754  | 733  | 750  |

| 1856 | 1861 | 1866 | 1872 | 1876 | 1881 | 1886 | 1891 | 1896 |
| ---- | ---- | ---- | ---- | ---- | ---- | ---- | ---- | ---- |
| 797  | 769  | 820  | 767  | 768  | 684  | 670  | 681  | 647  |

| 1901 | 1906 | 1911 | 1921 | 1926 | 1931  | 1936  | 1946  | 1954  |
| ---- | ---- | ---- | ---- | ---- | ----- | ----- | ----- | ----- |
| 636  | 638  | 643  | 628  | 766  | 1 034 | 1 054 | 1 149 | 1 728 |

| 1962  | 1968  | 1975  | 1982  | 1990  | 1999  | 2006  | 2008  | 2013  |
| ----- | ----- | ----- | ----- | ----- | ----- | ----- | ----- | ----- |
| 2 042 | 2 441 | 2 492 | 2 845 | 3 766 | 4 407 | 4 932 | 5 084 | 5 291 |

| 2018  | 2022  | - | - | - | - | - | - | - |
| ----- | ----- | - | - | - | - | - | - | - |
| 5 796 | 6 341 | - | - | - | - | - | - | - |

### Climat
Pour des articles plus généraux, voir Climat de Provence-Alpes-Côte d'Azur et Climat des Bouches-du-Rhône.
En 2010, le climat de la commune est de type climat méditerranéen franc, selon une étude du Centre national de la recherche scientifique s'appuyant sur une série de données couvrant la période 1971-2000. En 2020, Météo-France publie une typologie des climats de la France métropolitaine dans laquelle la commune est exposée à un climat méditerranéen et est dans la région climatique  Provence, Languedoc-Roussillon, caractérisée par une pluviométrie faible en été, un très bon ensoleillement (2 600 h/an), un été chaud (21,5 °C), un air très sec en été, sec en toutes saisons, des vents forts (fréquence de 40 à 50 % de vents > 5 m/s) et peu de brouillards. 
Pour la période 1971-2000, la température annuelle moyenne est de 13,7 °C, avec une amplitude thermique annuelle de 16,3 °C. Le cumul annuel moyen de précipitations est de 659 mm, avec 6,2 jours de précipitations en janvier et 1,9 jours en juillet. Pour la période 1991-2020, la température moyenne annuelle observée sur la station météorologique de Météo-France la plus proche, « Mimet », sur la commune de Mimet à 8 km à vol d'oiseau, est de 13,3 °C et le cumul annuel moyen de précipitations est de 725,2 mm. 
La température maximale relevée sur cette station est de 39,1 °C, atteinte le 28 juin 2019 ; la température minimale est de −13,4 °C, atteinte le 7 février 2012,,. 
| Mois                                  | jan.          | fév.            | mars          | avril         | mai           | juin          | jui.          | août          | sep.          | oct.          | nov.            | déc.          | année      |
| ------------------------------------- | ------------- | --------------- | ------------- | ------------- | ------------- | ------------- | ------------- | ------------- | ------------- | ------------- | --------------- | ------------- | ---------- |
| Température minimale moyenne (°C)     | 1,6           | 1,3             | 3,8           | 6,3           | 9,8           | 13,3          | 15,7          | 15,8          | 12,5          | 9,7           | 5,3             | 2,5           | 8,1        |
| Température moyenne (°C)              | 5,7           | 6               | 9             | 11,6          | 15,6          | 19,5          | 22,3          | 22,2          | 18,1          | 14,2          | 9,3             | 6,4           | 13,3       |
| Température maximale moyenne (°C)     | 9,7           | 10,7            | 14,1          | 17            | 21,3          | 25,8          | 28,8          | 28,7          | 23,7          | 18,7          | 13,3            | 10,2          | 18,5       |
| Record de froid (°C) date du record   | −9,7 28.01.05 | −13,4 07.02.12  | −7,6 13.03.06 | −2,7 03.04.22 | −1,5 02.05.12 | 2,9 01.06.06  | 6,8 17.07.00  | 7,2 31.08.10  | 2,6 26.09.02  | −2 25.10.03   | −7,1 23.11.1999 | −9,5 30.12.05 | −13,4 2012 |
| Record de chaleur (°C) date du record | 19,7 28.01.08 | 20,3 18.02.1998 | 23,8 24.03.01 | 26,9 27.04.12 | 32,8 23.05.09 | 39,1 28.06.19 | 37,3 31.07.17 | 37,8 23.08.23 | 33,5 04.09.23 | 28,9 08.10.23 | 21,7 01.11.22   | 20,3 30.12.21 | 39,1 2019  |
| Précipitations (mm)                   | 66,4          | 41,4            | 40,7          | 68,9          | 54,3          | 38            | 16,4          | 36,7          | 96,9          | 97,2          | 100,3           | 68            | 725,2      |

| Diagramme climatique                                  |             |             |           |             |            |              |              |              |             |              |           |
| J                                                     | F           | M           | A         | M           | J          | J            | A            | S            | O           | N            | D         |
| 9,71,666,4                                            | 10,71,341,4 | 14,13,840,7 | 176,368,9 | 21,39,854,3 | 25,813,338 | 28,815,716,4 | 28,715,836,7 | 23,712,596,9 | 18,79,797,2 | 13,35,3100,3 | 10,22,568 |
| Moyennes : • Temp. maxi et mini °C • Précipitation mm |             |             |           |             |            |              |              |              |             |              |           |

Les paramètres climatiques de la commune ont été estimés pour le milieu du siècle (2041-2070) selon différents scénarios d'émission de gaz à effet de serre à partir des nouvelles projections climatiques de référence DRIAS-2020. Ils sont consultables sur un site dédié publié par Météo-France en novembre 2022.

### Manifestations culturelles et festivités
Le Blues roots festival est un festival de blues qui se déroule au domaine de Valbrillant, au pied de la Montagne Sainte-Victoire, en plein cœur de la Provence. La première édition a eu lieu en septembre 2019. La deuxième édition s'est déroulée du 11 au 13 septembre 2020 avec une programmation regroupant des artistes internationaux.

### Personnalités liées à la commune

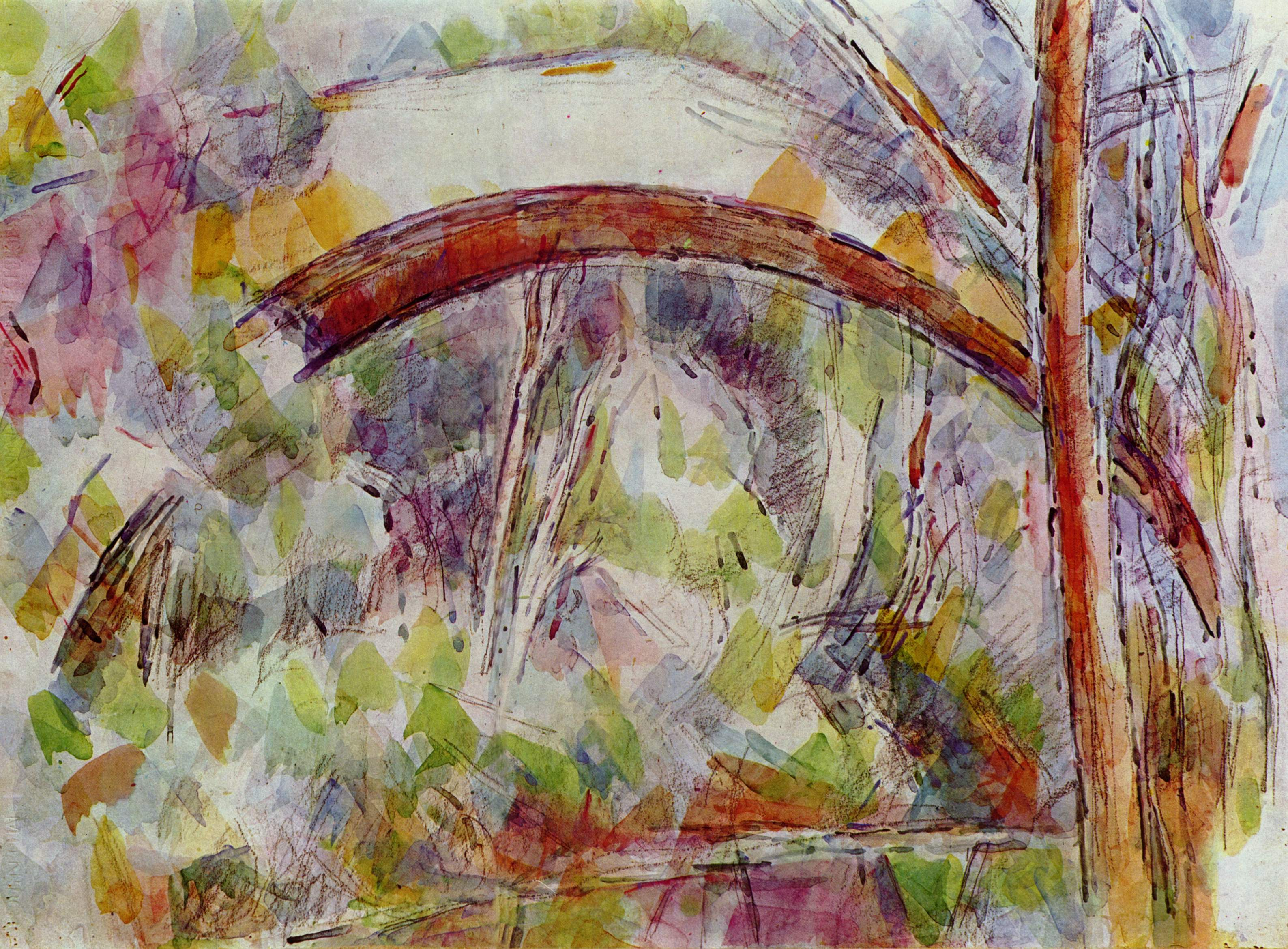
Le pont des Trois-Sautets par Paul Cézanne, aquarelle, 1901.

- Paul Cézanne a peint plusieurs tableaux qui représentent la commune, tels que le pont des Trois-Sautets et la montagne Sainte-Victoire.
- Babkin Hairabedian (1931-2004), footballeur français né à Meyreuil.

### Héraldique
| Blason de Meyreuil | Blason  | Écartelé : au 1er de gueules à la tête de léopard d’or, au 2e d’or à l’ombre d’un épi de blé de sable posé en barre et brochant sur l’ombre d’une branche d’olivier de sable posée en bande, au 3e d’azur à la centrale thermique des Houillères dont une tour laisse échapper de la fumée, le tout d’argent et posé sur une champagne haussée d’argent, au 4e d’azur à la maison d’argent mouvant du flanc senestre et posée sur une champagne haussée d’argent à la rivière d'azur coulant en barre et mouvant du flanc senestre, enjambée en pointe d'un pont de pierre d'argent, à l'arbre de sinople fûté d’or à dextre brochant sur le tout. |
| Blason de Meyreuil | Détails | Blason utilisé comme logotype par la commune. |

## Économie
La commune fait partie de la zone d'appellation Côtes-de-provence Sainte-Victoire.

## Culture et patrimoine
- Blues Roots Festival
- Église Saint-Marc de Meyreuil

La ville de Meyreuil a créé le Blues Roots Festival en 2019. Le Blues est l’expression musicale qui peut s’identifier à l’histoire, à la culture de la ville de Meyreuil et de son bassin minier depuis plus d’un siècle, grâce aux apports successifs des différentes communautés, de la culture ouvrière, de l’esprit de solidarité, et du « vivre ensemble » entre ruralité et grandes villes.
Le Festival se déroule au Domaine de Valbrillant, le deuxième week-end de septembre, sur 3 jours du vendredi au dimanche soir.
L'édition 2019 a accueilli Taj Mahal, Nina Attal et Vincent Bucher.
En 2020, c'est Rhoda Scott, Manu Lanvin & the Devil Blues, Johnny Gallagher and the Boxty Band et Boney Fields qui étaient programmés.